# 3 oktober
3 oktober är den 276:e dagen på året i den gregorianska kalendern (277:e under skottår). Det återstår 89 dagar av året.

## Återkommande bemärkelsedagar

### Nationaldagar
- Tysklands nationaldag (för återföreningen detta datum 1990)
- Sydkoreas nationaldag Gaecheonjeol (till minne av grundandet av kungariket Gojoseon år 2333 f.Kr.)

### Tidigare nationaldagar
- Iraks nationaldag (till minne av Självständighet från Storbritannien 1932, sedan 2003 flyttad till 9 april)

## Namnsdagar

### Svenska almanackan
- Nuvarande – Evald och Osvald

- Föregående i kronologisk ordning

- Före 1712 – ?
- 1712–1985 – Evald
- 1986–1992 – Evald, Eila och Eilert
- Från 1993 – Evald och Osvald

Evald infördes 1712. Eila och Eilert infördes 1986, men Eila flyttades 1993 till 13 juni och utgick 2001. Eilert flyttades 1993 till 24 oktober, där det har funnits sedan dess.
Osvald fanns, till minne av en engelsk kung, som dog martyrdöden på 600-talet, vid sidan av Dominicus, före 1901 på 5 augusti, men utgick innan detta år. 1986 infördes det på 16 december, men flyttades 1993 till dagens datum och har funnits där sedan dess.

### Finlandssvenska almanackan
- Nuvarande från 1929[3] – Evald
- I föregående revideringar[a][4]
  - inga ändringar sedan 1929

## Händelser
- 1470 – Henrik VI, som 1461 har blivit avsatt som kung av England och herre över Irland av tronpretendenten Edvard IV, återkommer och avsätter Edvard. Den 30 oktober utropas han på nytt till kung av England och herre över Irland.
- 1862 – Järnvägen Kongsvingerbanen öppnas.
- 1935 – Italien invaderar Abessinien.
- 1952 – Storbritannien provspränger sin första atombomb i Montebelloarkipelagen utanför Australien.
- 1962 – Hylands hörna sänds för första gången i tv.
- 1972 – Johnny Cash uppträder på Österåkeranstalten. Inspelningarna från konserten ges senare ut på albumet På Österåker.
- 1974 – Eyvind Johnson och Harry Martinson tillkännages som mottagare av Nobelpriset i litteratur 1974.[5]
- 1977 – Landvetter flygplats invigs.
- 1990 – Tyskland återförenas, och Östtyskland upphör därmed att existera.[6]
- 1993 – Styrkor tillhörande den somaliska krigsherren Mohammed Fara Aidid dödar 18 amerikanska rangers.
- 2016 – Den tidigare EU-revisorn Kersti Kaljulaid väljs av estniska parlamentet, Riigikogu, till Estlands president, med tillträde 10 oktober. Hon avlöser Toomas Hendrik Ilves på posten, som varit president sedan 2006.
- 2023 – Kevin McCarthy avsätts som representanthusets talman i USA. Han blir den första av ämbetet som blivit bortröstad av ledamöterna själva, inklusive ledamöter från sitt eget parti.

## Födda
- 1585 – Domingo Pimentel Zúñiga, spansk kardinal
- 1696 – Heinrich von Podewils, tysk diplomat och statsman
- 1742 – Anders Jahan Retzius, svensk naturforskare
- 1814 – Hervé Faye, fransk astronom
- 1822 – Per Pettersson, svensk kyrkoherde och riksdagsman
- 1823 – Adolph Peyron, svensk konsul och riksdagsman
- 1832 – Lina Sandell, svensk diktare, teolog, författare och psalmförfattare
- 1846 – Samuel Jean de Pozzi, fransk gynekolog
- 1858 – Eleonora Duse, italiensk skådespelare
- 1880 – Gustaf Bergman, svensk skådespelare, teaterchef, manusförfattare och operaregissör
- 1887 – Tryggve Larssen, norsk skådespelare.
- 1889 – Carl von Ossietzky, tysk journalist, författare och pacifist, mottagare av Nobels fredspris 1935
- 1893 – Elsi Borg, finländsk arkitekt
- 1897
  - Louis Aragon, fransk författare (dadaist)
  - Tyra Fischer, svensk skådespelare.
- 1904 – Charles J. Pedersen, amerikansk kemist, mottagare av Nobelpriset i kemi 1987
- 1905 – Fuller Warren, amerikansk demokratisk politiker, guvernör i Florida
- 1908 – Sture Petrén, ambassadör och jurist, ledamot av Svenska Akademien
- 1911 – Michael Hordern, brittisk skådespelare
- 1916
  - Knut Wigert, norsk skådespelare.
  - James Herriot, brittisk veterinär och författare (I vår herres hage)
- 1923 – Inger Jacobsen, norsk skådespelare och sångare
- 1925 – Gore Vidal, amerikansk författare, manusförfattare och skådespelare
- 1928 – Kåre Willoch, norsk statsminister
- 1932 – Johannes Bergh, norsk jazzhistoriker, musikproducent och journalist.
- 1938 – Eddie Cochran, amerikansk sångare
- 1943 – Jeff Bingaman, amerikansk demokratisk politiker, senator (New Mexico)
- 1946 – Biff Henderson, amerikansk krigsveteran och studieman i The Late Show with David Letterman
- 1947 – Charlie Melancon, amerikansk demokratisk politiker
- 1948
  - Ian MacDonald, brittisk författare och musikkritiker
  - Allyson Schwartz, amerikansk demokratisk politiker
- 1949 – Malena Ivarsson, svensk socionom, sexolog, författare och programledare i TV
- 1954 – Stevie Ray Vaughan, amerikansk bluesgitarrist
- 1955 – Marianne Myrsten, svensk sångare
- 1959 – Fred Couples, amerikansk golfspelare
- 1961 – Ludger Stühlmeyer, tysk tonsättare och kyrkomusiker
- 1963 – Niklas Wikegård, svensk hockeykommentator och tidigare hockeytränare
- 1964 – Clive Owen, brittisk skådespelare
- 1965 – Jan-Ove Waldner, svensk bordtennisspelare, medlem i det bordtennislandslag som blev världsmästare och tilldelades Svenska Dagbladets guldmedalj 1989, mottog ensam Svenska Dagbladets guldmedalj 1992
- 1969 – Gwen Stefani, amerikansk pop- och rocksångare, No Doubt
- 1972
  - Martin Stenmarck, svensk artist, vinnare av Melodifestivalen 2005
  - Michael Nylander, svensk ishockeyspelare
- 1973
  - Neve Campbell, kanadensisk skådespelare
  - Anna Odell, svensk konstnär och filmregissör
  - Ljubomir Vranjes, svensk handbollsspelare, kopia av Svenska Dagbladets guldmedalj 1998
- 1976
  - Seann William Scott, amerikansk skådespelare
  - Muharrem Demirok, svensk politiker, partiledare för Centerpartiet 2023–2025
- 1978
  - Gerald Asamoah, tysk fotbollsspelare
  - Shannyn Sossamon, amerikansk skådespelare
- 1979 – Niklas Natt och Dag, svensk författare och skribent
- 1980 – Ivan Turina, kroatisk fotbollsspelare
- 1981
  - Zlatan Ibrahimović, svensk fotbollsspelare
  - Andreas Isaksson, svensk fotbollsspelare
  - Vera Vitali, svensk skådespelare
  - Jonna Lee, svensk sångerska och musiker
  - Sebastian Siemiatkowski, VD Klarna
- 1983 – Achmed Akkabi, nederländsk skådespelare
- 1984 – Ashlee Simpson-Wentz, amerikansk sångare och skådespelare
- 1987 – Johanna Ahlm, svensk handbollsspelare
- 1988 – Alicia Vikander, svensk skådespelerska
- 1993 – Josip Cavar, svensk handbollsmålvakt
- 2004 – Noah Schnapp, amerikansk skådespelare

## Avlidna
- 1226 – Franciskus av Assisi, katolskt helgon, ordensgrundare
- 1341 – Märta Eriksdotter av Danmark, drottning av Sverige, gift med Birger Magnusson
- 1570 – Hieronymus Cock, nederländsk förläggare och grafikhandlare
- 1826 – Jens Baggesen, dansk författare
- 1843 – Lewis F. Linn, amerikansk politiker, senator (Missouri)
- 1896 – William Morris, brittisk formgivare och författare
- 1910 – Rufus Blodgett, amerikansk demokratisk politiker, senator (New Jersey)
- 1929
  - Jeanne Eagles, amerikansk skådespelare
  - Gustav Stresemann, tysk politiker, rikskansler, utrikesminister, mottagare av Nobels fredspris 1926
- 1930 – Erik Piper, svensk greve, kammarherre och rikshärold och ägare till Ängsö slott i Västmanlands län
- 1931 – Carl Nielsen, dansk tonsättare
- 1945 – Truman H. Newberry, amerikansk republikansk politiker och affärsman
- 1947 – Henrik Schück, svensk litteraturhistoriker, universitetsrektor, ledamot av Svenska Akademien
- 1967
  - Woody Guthrie, amerikansk musiker
  - Pinto Colvig, amerikansk röstskådespelare, känd som rösten till Långben och Pluto
- 1975 – Bror Bügler, svensk skådespelare, manusförfattare och regissör
- 1978 – Olavi Majlander, finländsk politiker
- 1987 – Jean Anouilh, fransk författare
- 1988 – Franz Josef Strauss, tysk politiker
- 1994 – Arne Nyberg, svensk skådespelare
- 1996 – Mats Dahlbäck, svensk skådespelare
- 1997 – Jarl Kulle, svensk skådespelare
- 1998 – Roddy McDowall, brittiskfödd amerikansk skådespelare
- 2001 – Helge Zimdal, svensk arkitekt
- 2003
  - Gustav Sjöberg, svensk fotbollsspelare, målvakt
  - William Steig, amerikansk serietecknare, skulptör och barnboksförfattare
- 2004 – Janet Leigh, amerikansk skådespelare
- 2005 – Ronnie Barker, brittisk skådespelare och komiker
- 2007 – Tony Ryan, irländsk entreprenör, medgrundare av lågprisflygbolaget Ryanair
- 2009
  - Fernando Caldeiro, amerikansk astronaut
  - Fatima al-Shifa al-Sanussi, drottning av Libyen, gift med Idris I
- 2012 – Kidar Nath Sahani, indisk politiker och tidigare delstatsguvernör
- 2017 – Janos Solyom, ungersk-svensk pianist
- 2018 – Leon M. Lederman, amerikansk fysiker, mottagare av Nobelpriset i fysik 1988
- 2021
  - Lars Vilks, svensk konstnär, konstvetare, författare och debattör
  - Tomas Norström, svensk skådespelare
  - Jorge Medina Estévez, chilensk kardinal i Romersk-katolska kyrkan
  - Budge Patty, amerikansk tennisspelare